# 彼得曼島

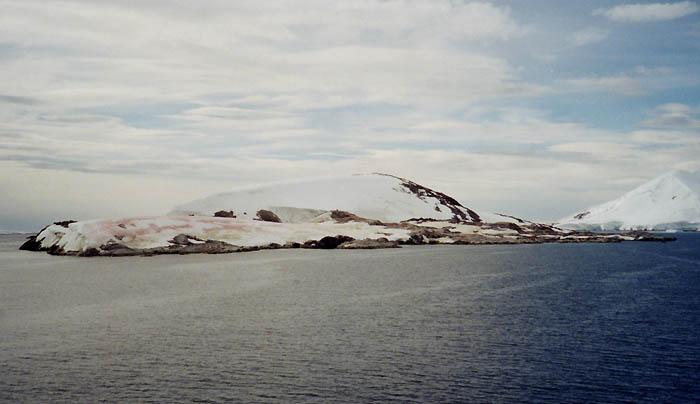

彼得曼島（英語：Petermann Island）是南極洲的島嶼，位於格雷厄姆地的基輔半島西北岸，長1.8公里、寬1.2公里，最高點海拔高度250米，該島嶼由德國探險隊發現，是約三千雙巴布亞企鵝的棲息地，被國際鳥盟列為重點鳥區。

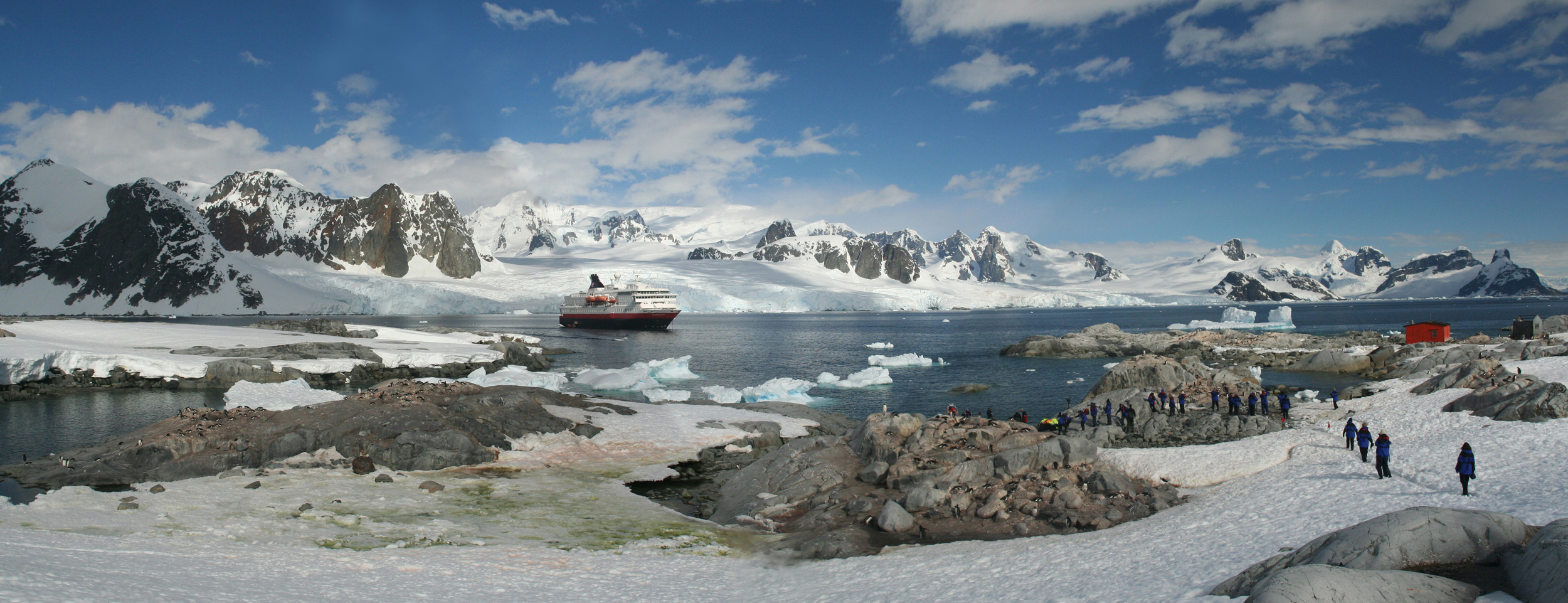
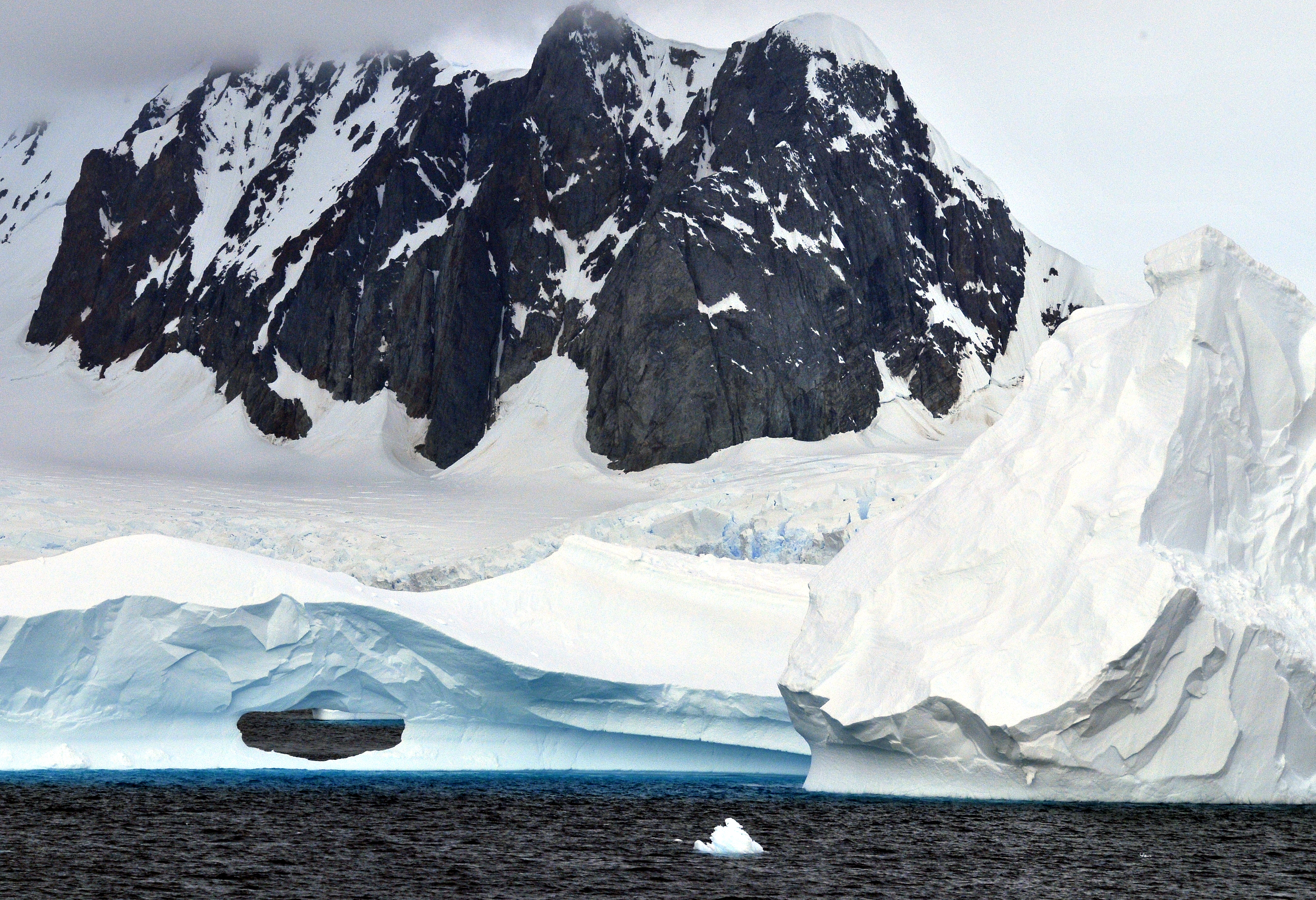
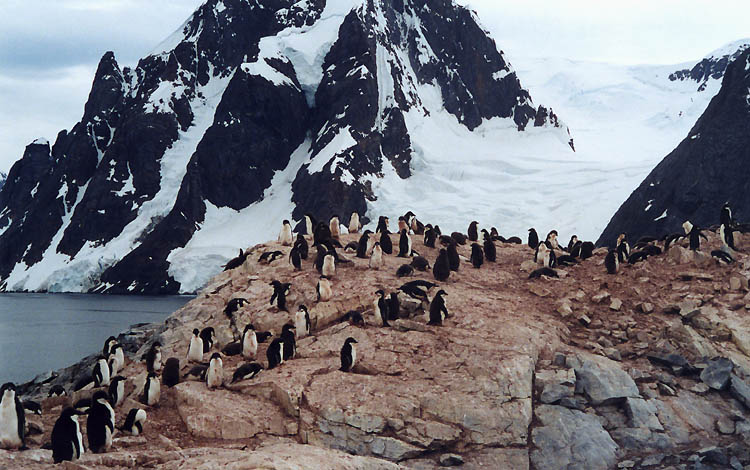
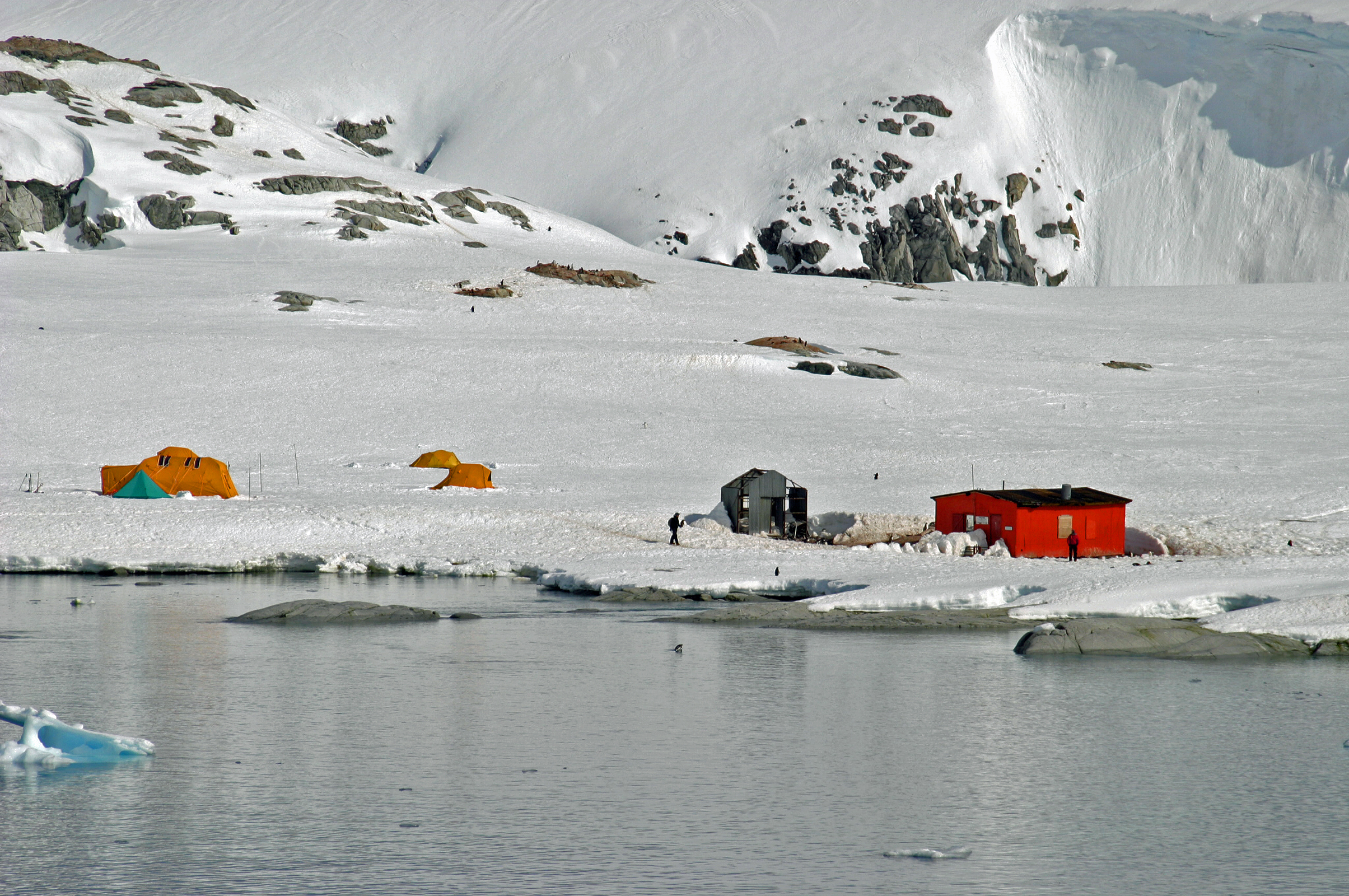

## 外部連結
- Personal photographic account from March 2007[]

65°10′S 64°10′W / 65.167°S 64.167°W